# The Mad Doctor
The Mad Doctor é um curta-metragem estadunidense de animação, lançado em 1933 e foi produzido pela Walt Disney Productions. Foi a 52.ª produção da série de filmes do Mickey Mouse. Os tons de horror do curta fizeram com que fosse incomum para um desenho animado do Mickey Mouse. Alguns cinemas se recusaram a exibi-lo, acreditando que era muito assustador para as crianças. Por esta razão, foi totalmente proibido no Reino Unido, assim como na Alemanha Nazista.
Em 10 de fevereiro de 1933, o The Film Daily em sua crítica ao filme afirmou: "Um dos desenhos animados mais animados que já surgiu, e bastante cômico".

## Elenco
- Walt Disney como Mickey Mouse
- Pinto Colvig como Pluto
- Billy Bletcher[6] como The Mad Doctor